# Ablaichbürste

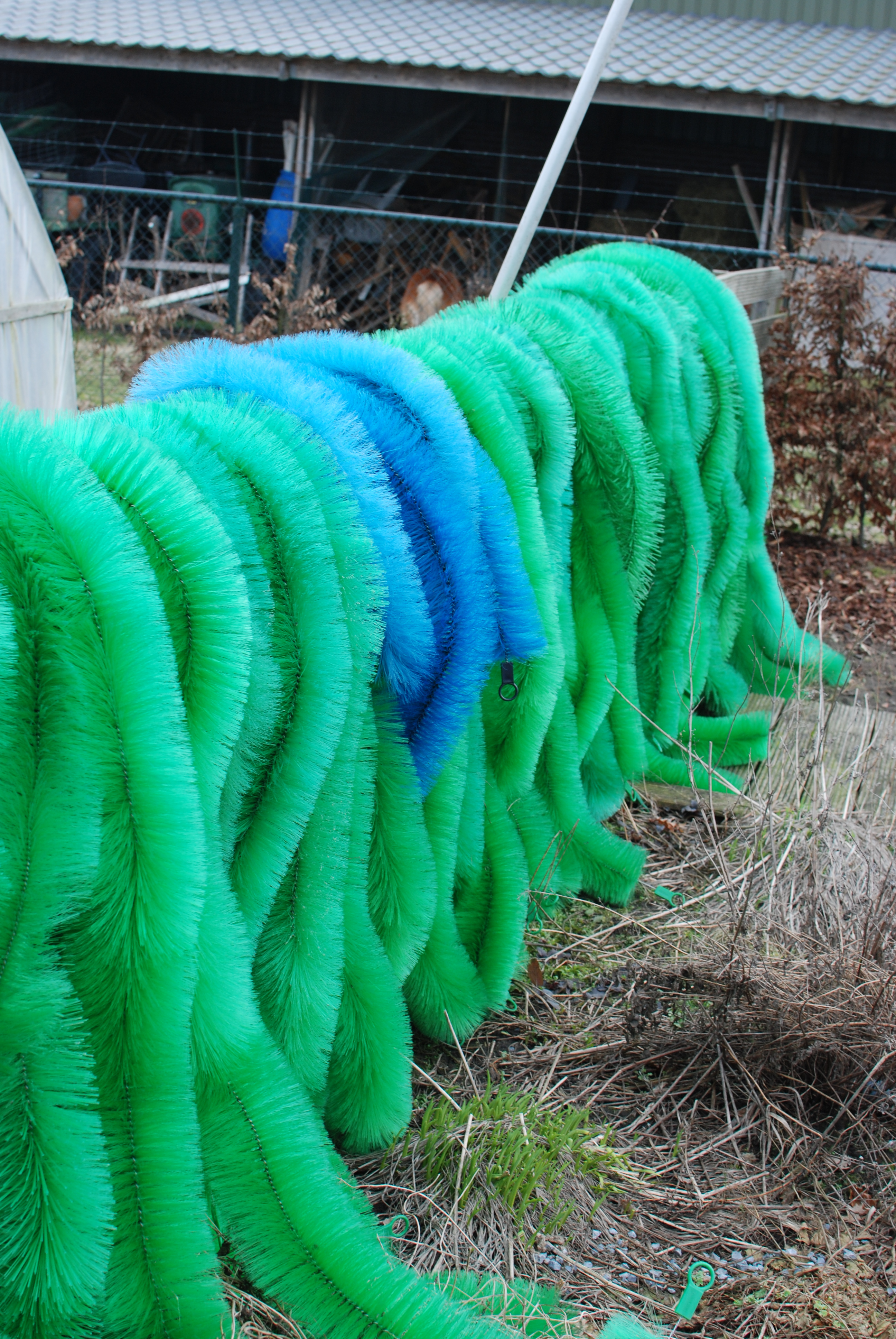
Ablaichbürsten einer Koi-Zuchtanlage

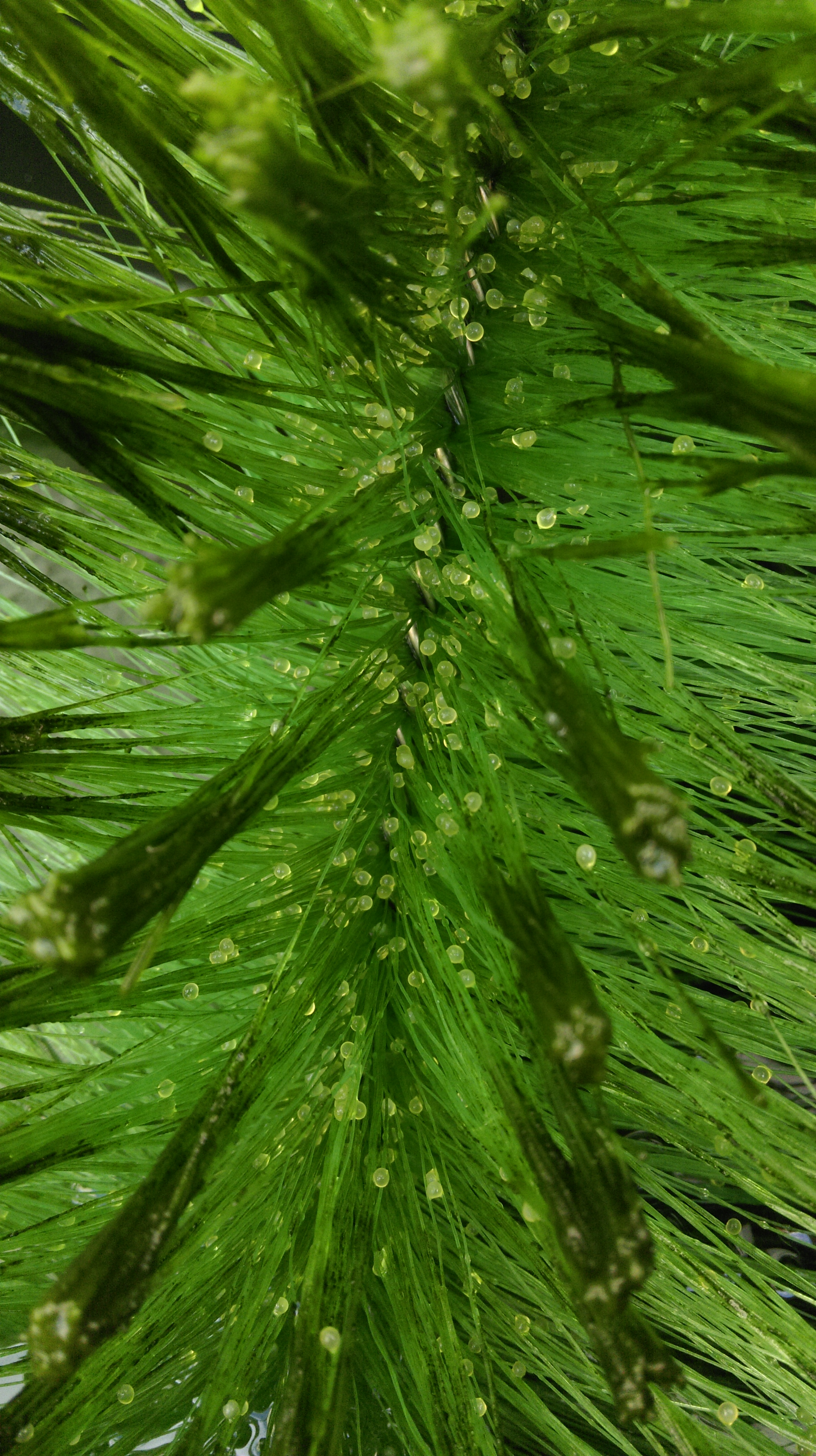
Angehefteter Laich in einer Ablaichbürste

Ablaichbürsten (auch: Laichbürsten) sind Hilfsmittel für die künstliche Fortpflanzung von Fischen, insbesondere in der Zucht von Koi-Karpfen (Cyprinus carpio).
Wild lebende Karpfen benötigen Wasserpflanzen, um ihren Laich abzulegen. In Karpfenteichen mit hoher Besatzdichte sind solche Pflanzen oft nicht ausreichend vorhanden. Als Ersatz werden meist in Ufernähe längliche runde Bürsten mit weichen Borsten angeboten. Diese können leicht entnommen und in die Aufzuchtbehälter verlagert werden. Im Vergleich zu den natürlichen Wasserpflanzen wird durch diese Methode das Verletzungsrisiko beim Balzspiel sowie die Gefahr von Pilzinfektionen verringert.